# 노르웨이-스웨덴 국경

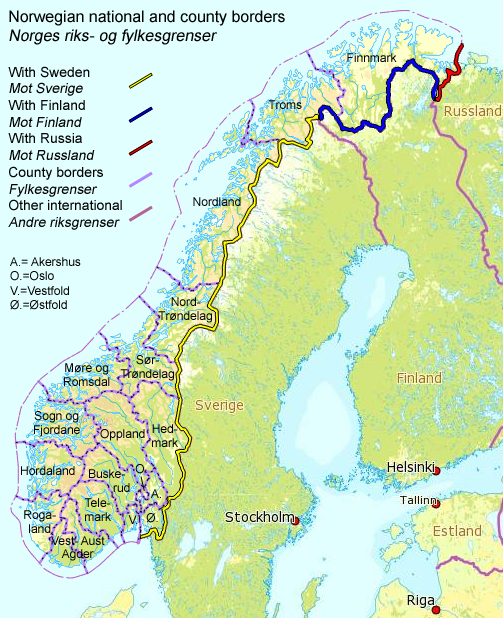

노르웨이-스웨덴 국경은 길이가 1,630km에 달하는 노르웨이와 스웨덴의 국경이다. 유럽에서 가장 긴 국경이다.

## 노르웨이
- 노르노르게
- 트뢰넬라그
- 외스틀란데트

## 스웨덴
- 노르보텐주
- 옘틀란드주
- 베스테르보텐주
- 달라르나주
- 베스트라예탈란드주
- 베름란드주